# Anina (película)
Anina es una película perteneciente al género de comedia animada de 2013, coproducida por Colombia y Uruguay. Dirigida por Alfredo Soderguit, es una adaptación de Federico Ivanier sobre la novela del escritor y dibujante uruguayo Sergio López Suárez.

## Sinopsis
Anina Yatay Salas es una niña de diez años. Su nombre y sus apellidos son palíndromos —se leen igual hacia delante y hacia atrás—, lo que provoca las risas de algunos de sus compañeros de escuela; en particular, de Yisel, a quien Anina llama «la elefanta». Cuando su paciencia se agota, Anina se trenza en una pelea con Yisel a la hora del recreo. Por este incidente, las niñas reciben la sanción dentro de un sobre negro, cerrado y lacreado, que no pueden abrir durante una semana. En su afán de conocer el castigo agazapado en el misterioso sobre, Anina se meterá en una maraña de problemas, entre amores secretos, odios confesados, amigas entrañables y enemigas terroríficas. Para Anina, entender el contenido del sobre se transforma en un fantástico viaje del egoísmo a la generosidad.

## Estreno y aceptación internacionales
En 2013, Anina, que se exhibió en salas comerciales de Uruguay, también recorrió cines de Brasil, Argentina, Paraguay, Chile, Ecuador, Perú, Colombia, Panamá, México, República Dominicana, Aruba, Cuba, Estados Unidos, Canadá, Inglaterra, Escocia, Irlanda, España, Francia, Suiza, Alemania, Bélgica, Holanda, Suecia, República Checa, Polonia, Luxemburgo, Grecia, Rusia, China, India, Irán, Australia, Corea del Sur, Portugal y España.
En 2015, la película superó los 60 000 espectadores en Francia.

## Actores de voz
- Federica Lacaño (Anina)
- María Mendive (madre de Anina)
- César Troncoso (padre de Anina)
- Cristina Morán (directora)
- Petru Valensky (Tota)
- Roberto Suárez (Pocha)
- Gimena Fajardo (maestra Águeda)
- Florencia Zabaleta (maestra Aurora)
- Guillermina Pardo (Florencia)
- Lucía Parrilla (Yisel)
- Marcel Keoroglian (César)
- Pedro Cruz Garza (Yonatan)
- Ana González Olea (Abuela de Anina)
- Claudia Prezioso (Pablo)
- Sthephany Sánchez González (Actriz Tv)
- Coco Legrand (Peluquero)
- Edgar Pedraza Piña (Actor Tv)
- Julian Goyoaga (Locutor Tv)
- Jhonny Hendrix Hinestroza (Perianto)
- Stefano Tononi (Actor cine italiano)
- Carla Moscatelli (Actriz cine italiano)
- Denisse Torena (corista 1)
- Claudia Prezioso (corista 2)
- Mariale Ariceta (corista 3)
- Alejó Schettini (corista 4)
- Alfredo Soderguit (corista 5)
- Germán Tejeira (corista 6)
- Julian Goyoaga (corista 7)
- Niños de Giraluna (Niños de la escuela)

## Premios
- 2014, Premio Iris, mejor obra del año en cine[5]

### Nominaciones
- 2015, Kids Choice Awards México mejor película, nominación.
- 2014, Premios Platino, Mejor película de animación y Mejor coproducción iberoamericana.[6]
- 2013, Premio Ariel mejor película iberoamericana, nominación.
- 2013, Festival Internacional de Cine de Cartagena  mejor película y mejor director, nominación.[7]
- 2013, Festival Internacional de Cine Independiente de Buenos Aires (bafici): voto del público.[7]